# Mario Rossi (Majo)
Para el también historietista italiano nacido en 1946, véase Mario Rossi (Marò)
Mario Rossi, más conocido por su seudónimo de Majo (Brescia, Italia, 31 de enero de 1963) es un dibujante de cómic italiano.

## Biografía
Debutó en 1991 con la serie Full Moon Project de la editorial Eden, de la que realizó el número 3 y el 5. En 1995 formó parte del equipo del cómic Hammer, editado por la Star Comics, del que dibujó el primer álbum y parcialmente el último. Posteriormente, fue contratado por la editorial Bonelli, para la que ilustró Zona X. Al cierre de esta serie, fue elegido por Mauro Boselli para ser uno de los dibujantes de Dampyr, del que realizó el álbum de debut y varios sucesivos. En 2012, publicó Josse Beauregard con la editorial francesa Glénat, con textos de Thomas Mosdi. Para la Bonelli, en 2018, también ilustró un álbum especial de Tex, con guion de Boselli.
Junto al amigo y colega Mauro Gilardoni, con sólo 17 años, realizó el dibujo de un vagabundo de pelo largo con guitarra, bolsa de dormir y sandalías, que se difundió en forma de pegatina durante los años 1980 en toda Italia y también en otros países europeos. El dibujo se convirtió en un icono de esa década, siendo conocido sencillamente como "Vagabond"; sin embargo, los dos jóvenes dibujantes, ya que no lo registraron, nunca han sido los titulares de sus derechos intelectuales.